# Leukocytární integrin α2βM
Leukocytární integrin α2βM, (znám také pod názvem makrofágový antigen 1 (Mac-1), receptor komplementu typu 3 (CR3), či CD11b/CD18), je adhezivní molekula nacházející se v inaktivované formě na povrchu cirkulujících monocytů, granulocytů, makrofágů, mastocytů, NK buněk, ale i na T a B-lymfocytech. Jedná se o převládající integrin u neutrofilů.

## Struktura α2βM
Strukturu tohoto integrinu tvoří heterodimer složený ze dvou nekovalentně spojených podjednotek alfa (CD11b) kódovaná genem ITGAM a beta (CD18) kódovaná genem ITGB2.

### CD11b
CD11b obsahuje v extracelulární části globulární α I doménu, která obsahuje adhezivní místo závislé na iontech kovů (MIDAS) koordinujících dvojmocné kationty. Tato doména je hlavní vazebnou oblastí pro proteinové ligandy jako je intracelulární adhezní molekula-1 (ICAM-1), komplementový fragment iC3b, fibrinogen, či receptor pro endoteliální protein C (EPCR). Mezi další podjednotky tvořící CD11b patří β-vrtule, Thigh, Calf-1 a Calf-2.

### CD18
CD18 podjednotka je společná pro všechny β2 integriny. Součástí její extracelulární části je I-like doména s modulační funkcí díky vazbě Ca2+, plexin-semaforin-integrin (PSI), epidermální růstový faktor 1-4 (EGF) a β-tail.

## Funkce α2βM
Tato molekula hraje významnou roli jak při tolerogenních odpovědí (inhibice uvolňování cytokinů), tak při zánětu, kdy je rychle aktivována pro zajištění adheze, migrace, chemotaxe a fagocytární eliminaci patogenů. Na myším modelu bylo zjištěno, že se α2βM podílí na odstraňování nadbytečných synapsí při neuroplasticitě.
Podjednotka CD11b je zapojená do mnoha pro-zánětlivých procesů. Zprostředkovává totiž aktivaci a akumulaci leukocytů v místě zánětu (podporuje stabilní adhezi a migraci přes stěny cév). Hraje klíčovou roli také při fagocytóze opsonizovaných částic (bakterie obalené iC3b, apoptické buňky, imunitní komplexy). Po vazbě ligandů (např. iC3b) na CD11b dochází k produkci proti-zánětlivých cytokinů (IL-10, IL-3, TGF-beta). Funkčnost tohoto integrinu je nezbytná pro udržení homeostázy, tolerance a regulace zánětlivých reakcí.

## Terapeutický význam α2βM
Rozsáhlé genomové asociační studie (GWAS) zjistily, že mutace snižující aktivitu, nebo způsobující neaktivitu CD11b jsou patogenní a podílejí se na poškození koncových orgánů u myších modelů.

### Onemocnění spojená s α2βM
Funkčně deficitní CD11b/CD18 vzniká vlivem jednonukleotidových polymorfismů (SNP) v lidském genu ITGAM. Tyto polymorfismy jsou spojené se zvýšeným rizikem rozvoje některých autoimunitních onemocnění jako je systémový lupus erythematodes (SLE) a lupusová nefritida (LN).  Studie také ukázaly, že aktivace CD11b může inhibovat pro-zánětlivé dráhy Tool-like receptoru (TLR). Genetické mutace genů kódujících CD18 způsobují například autozomálně recesivní poruchu leukocytární adhezivní deficience (LAD), projevující se imunodeficitem a opakovanými infekcemi. Proto se aktivace integrinu α2βM jeví jako slibný alternativní terapeutický cíl pro tato onemocnění.

### Role α2βM u nádorů
Integrin CD11b/CD18 hraje roli také při zprostředkování migrace supresorových buněk odvozených z myeloidní řady (MDSC) do nádorového mikroprostředí (TME). V preklinických studiích bylo zjištěno, že aktivace CD11b pomocí agonisty GB1275 (solná forma leukadherinu-1) zlepšuje protinádorovou imunitní odpověď (zhoršuje transmigraci supresivních makrofágů asociovaných s nádory (TAM) a polarizuje je směrem k pro-zánětlivému fenotypu) a zesiluje odpověď na imunoterapii u myších modelů s adenokarcinomem slinivky, rakoviny prsu a plic.